# Championnat panaméricain masculin de handball 1981
Navigation
Mexique 1979 États-Unis 1983
La 2e édition du Championnat panaméricain masculin de handball  s'est déroulé à Buenos Aires, en Argentine, du 9 au 14 novembre 1981.
La compétition est remportée une nouvelle fois par Cuba qui se qualifie pour le Championnat du monde 1982.

## Tour préliminaire

### Groupe A
|   | Équipe     | Pts | J | G | N | P | Bp  | Bc  | Diff |
| - | ---------- | --- | - | - | - | - | --- | --- | ---- |
| 1 | Argentine  | 6   | 3 | 3 | 0 | 0 | 85  | 51  | 34   |
| 2 | États-Unis | 4   | 3 | 2 | 0 | 1 | 121 | 46  | 75   |
| 3 | Paraguay   | 2   | 3 | 1 | 0 | 2 | 58  | 101 | -43  |
| 4 | Chili      | 0   | 3 | 0 | 0 | 3 | 40  | 106 | -66  |

| 9 Novembre | Argentine   | 23 – 22 (ap) | États-Unis |  |
| 9 Novembre | (18–18)     |              |            |  |
| 9 Novembre | Prol. : 5–4 |              |            |  |

|  | Paraguay | 29 – 17 | Chili |  |

| 10 Novembre | Argentine | 36 – 14 | Paraguay |  |

|  | États-Unis | 51 – 8 | Chili |  |

| 11 Novembre | Argentine | 26 – 15 | Chili |  |

|  | États-Unis | 48 – 15 | Paraguay |  |

### Groupe B
|   | Équipe  | Pts | J | G | N | P | Bp | Bc | Diff |
| - | ------- | --- | - | - | - | - | -- | -- | ---- |
| 1 | Cuba    | 4   | 2 | 2 | 0 | 0 | 68 | 45 | 23   |
| 2 | Brésil  | 2   | 2 | 1 | 0 | 1 | 51 | 49 | 2    |
| 3 | Mexique | 0   | 2 | 0 | 0 | 2 | 40 | 65 | -25  |

| 9 Novembre | Brésil | 29 – 17 | Mexique |  |
| 9 Novembre | (14–6) |         |         |  |

| 10 Novembre | Cuba | 36 – 23 | Mexique |  |

| 11 Novembre | Cuba    | 32 – 22 | Brésil |  |
| 11 Novembre | (15–12) |         |        |  |

## Phase finale
|  | Demi-finales | Demi-finales |                        |    | Finale     | Finale     |
|  | Demi-finales | Demi-finales |                        |    | Finale     | Finale     |
|  |              |              |                        |    |            |            |
|  | 28 janvier   | 28 janvier   |                        |    | 29 janvier | 29 janvier |
|  | 28 janvier   | 28 janvier   |                        |    | 29 janvier | 29 janvier |
|  | Brésil       | 35           |                        |    | 29 janvier | 29 janvier |
|  | Brésil       | 35           |                        |    | 29 janvier | 29 janvier |
|  | Argentine    | 30           |                        |    | 29 janvier | 29 janvier |
|  | Argentine    | 30           | Brésil                 | 20 |            |            |
|  | 28 janvier   |              | Brésil                 | 20 |            |            |
|  |              | Cuba         | 34                     |    |            |            |
|  | Cuba         | Cuba         | 34                     | 35 |            |            |
|  | Cuba         |              |                        | 35 |            |            |
|  | États-Unis   | 29           |                        |    |            |            |
|  | États-Unis   | 29           | Match pour la 3e place |    |            |            |
|  |              |              |                        |    |            |            |
|  | 29 janvier   |              |                        |    |            |            |
|  |              |              |                        |    |            |            |
|  | Argentine    | 22           |                        |    |            |            |
|  | Argentine    | 22           |                        |    |            |            |
|  | États-Unis   | 25           |                        |    |            |            |
|  | États-Unis   | 25           |                        |    |            |            |

### Demi-finales
| 13 Novembre | Brésil           | 35 – 30 (ap) | Argentine |  |
| 13 Novembre | (22–22)          |              |           |  |
| 13 Novembre | Prol. : 5–5, 8–3 |              |           |  |

| 13 Novembre | Cuba | 35 – 29 | États-Unis |  |

### Match pour la3eplace
| 14 Novembre | États-Unis | 25 – 22 | Argentine |  |

### Finale
| 14 Novembre | Cuba | 34 – 20 | Brésil |  |

## Matchs de classement
|  | Demi-finale de classement | Demi-finale de classement | Demi-finale de classement | Demi-finale de classement |         |         | Match pour la 5e place | Match pour la 5e place | Match pour la 5e place | Match pour la 5e place |
|  |                           |                           |                           |                           |         |         |                        |                        |                        |                        |
|  | 13 novembre               | 13 novembre               | 13 novembre               | 13 novembre               |         |         | 14 novembre            | 14 novembre            | 14 novembre            | 14 novembre            |
|  | Mexique                   | Mexique                   | 31                        | 31                        |         |         | 14 novembre            | 14 novembre            | 14 novembre            | 14 novembre            |
|  | Mexique                   | Mexique                   | 31                        | 31                        |         |         | 14 novembre            | 14 novembre            | 14 novembre            | 14 novembre            |
|  | Chili                     | Chili                     | 12                        | 12                        |         |         | 14 novembre            | 14 novembre            | 14 novembre            | 14 novembre            |
|  | Chili                     | Chili                     | 12                        | 12                        | Mexique | Mexique | 36                     | 36                     |                        |                        |
|  |                           |                           |                           |                           | Mexique | Mexique | 36                     | 36                     |                        |                        |
|  |                           |                           | Paraguay                  | Paraguay                  | 21      | 21      |                        |                        |                        |                        |
|  |                           |                           |                           |                           | 21      | 21      |                        |                        |                        |                        |
|  |                           |                           |                           |                           |         |         |                        |                        |                        |                        |
|  |                           |                           |                           |                           |         |         |                        |                        |                        |                        |
|  |                           |                           |                           |                           |         |         |                        |                        |                        |                        |

### Demi-final de classement
| 13 Novembre | Mexique | 31 – 12 | Chili |  |

### Match pour la5eplace
| 14 Novembre | Mexique | 36 – 21 | Paraguay |  |

## Classement final
| Rang                         | Équipe     | J | G | N | P | Bp  | Bc  | Diff |
| ---------------------------- | ---------- | - | - | - | - | --- | --- | ---- |
| Médaille d'or, Amérique      | Cuba       | 4 | 4 | 0 | 0 | 137 | 94  | 43   |
| Médaille d'argent, Amérique  | Brésil     | 4 | 2 | 0 | 2 | 106 | 103 | -7   |
| Médaille de bronze, Amérique | États-Unis | 5 | 3 | 0 | 2 | 175 | 103 | 72   |
| 4                            | Argentine  | 5 | 3 | 0 | 2 | 137 | 111 | 26   |
| 5                            | Mexique    | 5 | 2 | 0 | 3 | 107 | 98  | 9    |
| 6                            | Paraguay   | 4 | 1 | 0 | 3 | 79  | 137 | -58  |
| 7                            | Chili      | 4 | 0 | 0 | 4 | 52  | 137 | -85  |